# Thomas Dietz
Thomas Dietz, född 19 maj 1982, är en tysk professionell jonglör. 
Dietz är en av nutidens förnämsta jonglörer. Han innehar många inofficiella jongleringsrekord, och hans popularitet steg genom sina åtskilliga jongleringsvideor som snabbt spred sig över Internet. Dietz blev totalmästare i världsmästerskapen i sportjonglering (WJF) 2005 och 2006.